# Ли Шаньшань
Ли Шаньша́нь (кит. упр. 李珊珊, пиньинь Lǐ Shānshān; род. 22 февраля 1992, Хуанши, провинция Хубэй, КНР) — китайская гимнастка, чемпионка Олимпийских игр 2008 года в Пекине (в командном первенстве в составе сборной КНР). Дважды серебряная медалистка Чемпионата мира 2007 года в Штутгарте (в командном первенстве и на бревне).